# Paronychia cabrerae
Paronychia cabrerae là loài thực vật có hoa thuộc họ Cẩm chướng. Loài này được Chaudhri mô tả khoa học đầu tiên.